# Deutsche Cadre-47/2-Meisterschaft 1955/56

Veranstaltungsort: Köln

Die Deutsche Cadre-47/2-Meisterschaft 1954/55 war eine Billard-Turnierserie und fand vom 7. bis zum 10. Mai 1955 in Köln zum 32. Mal statt.

## Geschichte
Erstmals wurde diese Deutsche Cadre 47/2-Meisterschaft als Multidisziplin-Meisterschaft im neu eröffneten Rudolph’schen Casino in Köln veranstaltet. Es wurden alle Disziplinen des Karambolbillards gespielt. Sieger wurde wieder einmal der Frankfurter Walter Lütgehetmann. Platz zwei und drei belegten Ernst Rudolph und Siegfried Spielmann.

## Turniermodus
Das ganze Turnier wurde im Round-Robin-System bis 400 Punkte mit Nachstoß gespielt. Bei MP-Gleichstand wurde in folgender Reihenfolge gewertet:
1. MP = Matchpunkte
2. GD = Generaldurchschnitt
3. HS = Höchstserie

## Abschlusstabelle
| MP    | Match Points (Sieger = 2; Unentschieden = 1; Verlierer = 0) |
| Pkte. | Erzielte Karambolagen                                       |
| Aufn. | Benötigte Versuche                                          |
| GD    | Generaldurchschnitt                                         |
| BED   | Bester Einzeldurchschnitt eines Spielers                    |
| HS    | Höchstserie                                                 |
|       | Bester GD des Turniers                                      |
|       | Bester ED des Turniers                                      |
|       | Beste HS des Turniers                                       |
|       | 1. Platz (Gold)                                             |
|       | 2. Platz (Silber)                                           |
|       | 3. Platz (Bronze)                                           |

| Klassement                 | Klassement                           | Klassement | Klassement | Klassement | Klassement | Klassement | Klassement |
| Platz                      | Name                                 | MP         | Pkte.      | Aufn.      | GD         | BED        | HS         |
| -------------------------- | ------------------------------------ | ---------- | ---------- | ---------- | ---------- | ---------- | ---------- |
| 1                          | Walter Lütgehetmann (Frankfurt/Main) | 6:0        | 1200       | 35         | 34,28      | 40,00      | 145        |
| 2                          | Ernst Rudolph (Köln)                 | 4:2        | 850        | 43         | 19,76      | 66,66      | 231        |
| 3                          | Siegfried Spielmann (Düsseldorf)     | 2:4        | 799        | 25         | 31,96      | 44,44      | 153        |
| 4                          | Josef Bolz (Köln)                    | 0:6        | 475        | 49         | 9,69       | –          | 43         |
| Turnierdurchschnitt: 21,86 |                                      |            |            |            |            |            |            |